# Anton Ackermann
Anton Ackermann (25 de dezembro de 1905, Thalheim, Alemanha - 4 de maio de 1973, Berlim, Alemanha) também conhrecido como Eugen Hanisch foi um político alemão. Foi filiado ao Partido Comunista da Alemanha.